# Томислав Пачовський
Томислав «Томе» Пачовський (мак. Томислав «Томе» Пачовски, нар. 28 червня 1982, Бітола) — македонський футболіст, воротар клубу «Вардар» та національної збірної Македонії.

## Клубна кар'єра
У дорослому футболі дебютував 1999 року виступами за команду клубу «Пелістер», в якій провів п'ять сезонів, взявши участь у 62 матчах чемпіонату і у сезоні 2000/01 став з командою володарем кубка Македонії.
У 2004 році був відданий в оренду в клуб «Брегальниця» (Делчево), а у наступному році грав в оренді за грецький «Іонікос».
У 2005—2008 роках грав за «Работнічкі», з якими став дворазовим чемпіоном Македонії, а також знову виграв національний кубок.
У сезоні 2008/09 виступав за столичний «Вардар».
Своєю грою привернув увагу представників тренерського штабу бельгійського клубу «Жерміналь Беєрсхот», до складу якого приєднався 2012 року. Відіграв за команду з Антверпена наступні три сезони своєї ігрової кар'єри. Після цього ще півтора року провів за інший бельгійський клуб — «Мехелен».
На початку 2015 року повернувся в «Вардар», з яким в тому ж сезоні виграв третій у своїй кар'єрі титул чемпіона Македонії. Наразі встиг відіграти за клуб зі Скоп'є 29 матчів в національному чемпіонаті.

## Виступи за збірну
4 червня 2007 року дебютував в офіційних іграх у складі національної збірної Македонії в товариському матчі проти збірної Туреччини (1:0). Наразі провів у формі головної команди країни 46 матчів.

## Досягнення
- Чемпіон Македонії: 2005/06, 2007/08, 2014/15
- Володар Кубка Македонії: 2000/01, 2007/08